# Liste des trophées des Bruins de Boston
La liste des trophées des Bruins de Boston récapitule les trophées internes remis par la franchise de hockey sur glace des Bruins de Boston.

## Trophées
Créés en 1924, les Bruins de Boston sont une des six équipes originales de la Ligue nationale de hockey (LNH). La franchise possède, à l'instar d'autres équipes de la LNH, des trophées internes remis à ses joueurs pour les récompenser. 
Elizabeth C. Dufresne Trophy
Créé lors de la saison 1935-36, ce trophée est le plus ancien des Bruins et récompense le meilleur joueur de l'équipe lors des matchs disputés à domicile désigné par des journalistes. Raymond Bourque est le joueur qui l'a le plus remporté :
| - 1936 : Tiny Thompson - 1937 : Eddie Shore - 1938 : Eddie Shore - 1939 : Eddie Shore - 1940 : Dit Clapper - 1941 : Dit Clapper - 1942 : Milt Schmidt, Woody Dumart et Bobby Bauer - 1943 : Frank Brimsek - 1944 : Bill Cowley - 1945 : Jack Crawford - 1946 : Jack Crawford - 1947 : Milt Schmidt - 1948 : Frank Brimsek - 1949 : Pat Egan - 1950 : Milt Schmidt - 1951 : Milt Schmidt - 1952 : Jim Henry - 1953 : Fleming Mackell - 1954 : Jim Henry - 1955 : Leo Labine - 1956 : Terry Sawchuk - 1957 : Jerry Toppazzini - 1958 : Jerry Toppazzini - 1959 : Vic Stasiuk - 1960 : Bronco Horvath - 1961 : Leo Boivin - 1962 : Doug Mohns - 1963 : John Bucyk - 1964 : Ed Johnston - 1965 : Ted Green - 1966 : John Bucyk - 1967 : Bobby Orr - 1968 : Phil Esposito - 1969 : Phil Esposito - 1970 : Bobby Orr - 1971 : Phil Esposito - 1972 : Bobby Orr - 1973 : Phil Esposito - 1974 : Phil Esposito et Bobby Orr - 1975 : Bobby Orr - 1976 : Gregg Sheppard - 1977 : Jean Ratelle - 1978 : Brad Park - 1979 : Rick Middleton | - 1980 : Ray Bourque - 1981 : Rick Middleton - 1982 : Rick Middleton - 1983 : Pete Peeters - 1984 : Rick Middleton - 1985 : Ray Bourque - 1986 : Ray Bourque - 1987 : Ray Bourque - 1988 : Cam Neely - 1989 : Randy Burridge - 1990 : Ray Bourque - 1991 : Cam Neely - 1992 : Vladimir Ruzicka - 1993 : Adam Oates - 1994 : Ray Bourque - 1995 : Cam Neely - 1996 : Ray Bourque - 1997 : Jozef Stumpel - 1998 : Jason Allison - 1999 : Byron Dafoe - 2000 : Joe Thornton - 2001 : Jason Allison - 2002 : Brian Rolston - 2003 : Joe Thornton - 2004 : Andrew Raycroft - 2005 : lock out - 2006 : Patrice Bergeron - 2007 : Marc Savard - 2008 : Marco Sturm - 2009 : Marc Savard - 2010 : Patrice Bergeron - 2011 : Timothy Thomas - 2012 : Bradley Marchand - 2013 : Patrice Bergeron - 2014 : David Krejčí - 2015 : Tuukka Rask - 2016 : Loui Eriksson - 2017 : Brad Marchand - 2018 : Brad Marchand - 2019 : Brad Marchand - 2020 : David Pastrňák - 2021 : Brad Marchand - 2022 : David Pastrňák - 2023 : Brad Marchand - 2024 : David Pastrňák - 2025 : David Pastrňák |

Eddie Shore Award
Deuxième plus ancien trophée des Bruins, il récompense le joueur qui montre le plus de détermination sur la glace.
| - 1937 : - 1938 : - 1939 : - 1940 : - 1941 : - 1942 : - 1943 : - 1944 : - 1945 : - 1946 : - 1947 : - 1948 : - 1949 : - 1950 : - 1951 : - 1952 : - 1953 : - 1954 : - 1955 : - 1956 : - 1957 : - 1958 : - 1959 : - 1960 : - 1961 : - 1962 : - 1963 : - 1964 : - 1965 : - 1966 : - 1967 : - 1968 : - 1969 : - 1970 : - 1971 : - 1972 : - 1973 : - 1974 : - 1975 : - 1976 : - 1977 : - 1978 : - 1979 : | - 1980 : - 1981 : - 1982 : - 1983 : - 1984 : - 1985 : - 1986 : - 1987 : - 1988 : - 1989 : - 1990 : - 1991 : - 1992 : - 1993 : - 1994 : - 1995 : - 1996 : - 1997 : - 1998 : - 1999 : - 2000 : - 2001 : - 2002 : - 2003 : - 2004 : - 2005 : lock out - 2006 : Per Johan Axelsson - 2007 : Tim Thomas - 2008 : Philip Kessel - 2009 : Milan Lucic - 2010 : Mark Recchi - 2011 : Shawn Thornton - 2012 : Zdeno Chára - 2013 : Patrice Bergeron - 2014 : Bradley Marchand - 2015 : Milan Lucic - 2016 : Matt Beleskey - 2017 : David Pastrňák - 2018 : Kevan Miller - 2019 : Jake DeBrusk - 2020 : Brandon Carlo - 2021 : Bradley Marchand - 2022 : Charles McAvoy - 2023 : Charles Coyle - 2024 : Charles Coyle - 2025 : Morgan Geekie |

Seventh Player Award
Créé lors de la saison 1968-1969, ce trophée récompense le meilleur joueur le plus inattendu de la saison.
| - 1969 : Ed Westfall - 1970 : John McKenzie - 1971 : Fred Stanfield - 1972 : Derek Sanderson - 1973 : Dallas Smith - 1974 : Carol Vadnais et Don Marcotte - 1975 : Terry O'Reilly - 1976 : Gregg Sheppard - 1977 : Gary Doak - 1978 : Stan Jonathan - 1979 : Rick Middleton - 1980 : Ray Bourque - 1981 : Steve Kasper - 1982 : Barry Pederson - 1983 : Pete Peeters - 1984 : Mike O'Connell - 1985 : Keith Crowder - 1986 : Randy Burridge - 1987 : Cam Neely - 1988 : Glen Wesley - 1989 : Randy Burridge - 1990 : John Carter - 1991 : Ken Hodge - 1992 : Vladimir Ruzicka - 1993 : Don Sweeney - 1994 : Cam Neely - 1995 : Blaine Lacher - 1996 : Kyle McLaren - 1997 : Ted Donato - 1998 : Jason Allison | - 1999 : Byron Dafoe - 1900 : Joe Thornton - 2001 : Bill Guerin - 2002 : Bill Guerin - 2003 : Mike Knuble - 2004 : Andrew Raycroft - 2005 : lock out - 2006 : Timothy Thomas - 2007 : Timothy Thomas - 2008 : Milan Lucic - 2009 : David Krejčí - 2010 : Tuukka Rask - 2011 : Bradley Marchand - 2012 : Tyler Seguin - 2013 : Douglas Hamilton - 2014 : Reilly Smith - 2015 : David Pastrňák - 2016 : Bradley Marchand - 2017 : David Pastrňák - 2018 : Charles McAvoy - 2019 : Christopher Wagner - 2020 : Charles Coyle - 2021 : Nick Ritchie - 2022 : Jeremy Swayman - 2023 : Pavel Zacha - 2024 : Trent Frederic - 2025 : |

John P.Bucyk Award
Créé lors de la saison 1999-2000, ce trophée récompense le joueur le plus disponible en dehors de la glace.
| - 2000 : Steve Heinze - 2001 : Don Sweeney - 2002 : Hal Gill - 2003 : Nick Boynton - 2004 : Martin Lapointe - 2005 : lock out - 2006 : Per Johan Axelsson - 2007 : Patrice Bergeron - 2008 : Zdeno Chára - 2009 : Aaron Ward - 2010 : Shawn Thornton - 2011 : Andrew Ference - 2012 : Bradley Marchand - 2013 : Gregory Campbell | - 2014 : Tuukka Rask - 2015 : Douglas Hamilton - 2016 : Jimmy Hayes - 2017 : David Pastrňák - 2018 : Tim Schaller - 2019 : Zdeno Chára - 2020 : Patrice Bergeron - 2021 : Charles Coyle - 2022 : Nicholas Foligno - 2023 : Patrice Bergeron - 2024 : Linus Ullmark - 2025 : Parker Wotherspoon |